# Aumônerie de l'enseignement public
Pour les articles homonymes, voir Aumônerie et AEP.
 (novembre 2018).
L'Aumônerie de l'enseignement public (AEP) est un service de l'Église catholique de France à destination des jeunes de collèges et lycées scolarisés dans l'enseignement public.
Les aumôneries sont des lieux de rencontre, de débat et d'échange sur la foi chrétienne et sur tous les sujets de la vie à la lumière de la foi chrétienne. Les AEP se veulent au carrefour de la famille de l'Église et de l'école.
L'association nationale des Aumôneries de l'enseignement public publie la revue Initiale pour aider les animateurs à la catéchèse des jeunes adolescents.